# Karl Barth (Politiker, 1896)
Karl Barth (* 23. März 1896 in St. Ingbert; † 2. August 1962 in Saarbrücken) war ein deutscher Jurist, Politiker (NSDAP) und evangelischer Oberkirchenrat.

## Leben
Karl Barth wuchs in St. Ingbert als Sohn eines Volksschullehrers auf. 1915 legte er sein Abitur in Zweibrücken ab und studierte anschließend Jura an der Universität Heidelberg. Von 1916 bis 1918 diente er im Ersten Weltkrieg als Pionier und wurde mit dem Eisernen Kreuz I. und II. Klasse ausgezeichnet. 1918 wurde er zum Leutnant der Reserve ernannt. Im August 1918 wurde er bei einem Gasangriff verletzt und am 1. Oktober 1918 schwer verwundet.
Nach dem Krieg konnte er sein Studium fortsetzen. Barth engagierte sich bei der Freideutschen Jugend und als Vertreter der Demokratischen Studentenschaft im Asta von Heidelberg. Im November 1922 legte er das zweite Staatsexamen ab. Anschließend arbeitete er als Regierungsassessor und Regierungsrat beim Bezirksamt St. Ingbert. Von 1930 bis 1933 wurde er Kommunaldezernent in der Direktion des Inneren der Regierungskommission des Saargebietes. Am 1. April 1931 wurde er zum Oberregierungsrat ernannt.
Im Mai 1932 bewarb sich Barth um die Stelle als Oberbürgermeister von Kaiserslautern, wurde jedoch abgelehnt. Von 1933 bis 1935 war Barth Oberkirchenrat bei der Protestantischen Landeskirche der Pfalz in Speyer. Er schloss sich der Glaubensbewegung Deutsche Christen an. 1935 wurde er zum Regierungsdirektor im Dienst des Reichskommissars für das Saarland Josef Bürckel befördert. Zum 1. Mai 1935 trat er der NSDAP bei (Mitgliedsnummer 3.588.333). Zunächst wurde er Gauhauptstellenleiter im Gau für Kommunalpolitik in der Saarpfalz. Barth war trotz hoher Mitgliedsnummer Träger des Goldenen Parteiabzeichens der NSDAP und galt trotz seines späten Eintritts als Alter Kämpfer.
Vom März 1938 bis zum April 1940 wurde er zum Reichskommissar für die Wiedervereinigung Österreichs mit dem Deutschen Reich abgeordnet und am 1. Mai 1938 zum Regierungsvizepräsidenten sowie mit Beginn des Zweiten Weltkrieges am 1. September 1939 zum Regierungspräsidenten ernannt. Am 1. Mai 1940 wurde er zurück in das Saargebiet versetzt, wo er zum Regierungspräsidenten beim Reichsstatthalter in der Westmark sowie Chef der Zivilverwaltung im CdZ-Gebiet Lothringen und in Saarbrücken ernannt wurde.
Am 26. April 1945 wurde Barth von amerikanischen Truppen in Würzburg festgenommen und bis 1948 in Böhl-Iggelheim, Garmisch, Hohenasperg und Ludwigsburg interniert. Im Entnazifizierungsverfahren wurde er als „Mitläufer“ eingestuft.
Barth ließ sich in Obermohr nieder und engagierte sich bei der Evangelischen Diakonissenanstalt Speyer. Er wurde Landesobmann der pfälzischen Männerarbeit der Landeskirche. 1956 sollte er als Vertreter der saarländischen Regierung in die Bundeshauptstadt Bonn gesandt werden, dies scheiterte jedoch an den Vorbehalten der Bundesregierung. Stattdessen wurde er zum Landrat für den Landkreis Saarbrücken ernannt und blieb dies bis ein Jahr vor seinem Tod.
Zudem gehörte er ab 1957 dem Aufsichtsrat der Vereinigten Saar-Elektrizitäts-Aktiengesellschaft an und war kurz vor seinem Tod noch Präsident des Sparkassen- und Giroverbands.